# Langeac
Langeac ist eine französische Gemeinde mit 3433 Einwohnern (Stand 1. Januar 2022) im Département Haute-Loire in der Region Auvergne-Rhône-Alpes; sie gehört zum Arrondissement Brioude und zum Kanton Gorges de l’Allier-Gévaudan.

## Bevölkerungsentwicklung
| Jahr                       | 1962 | 1968 | 1975 | 1982 | 1990 | 1999 | 2007 | 2017 |
| Einwohner                  | 4826 | 4934 | 4853 | 4609 | 4195 | 4070 | 3943 | 3662 |
| Quellen: Cassini und INSEE |      |      |      |      |      |      |      |      |

## Sehenswürdigkeiten
- Dominikanerkloster Sainte-Catherine-de-Sienne (1624)
- Kirche Saint-Gall (14. Jahrhundert)

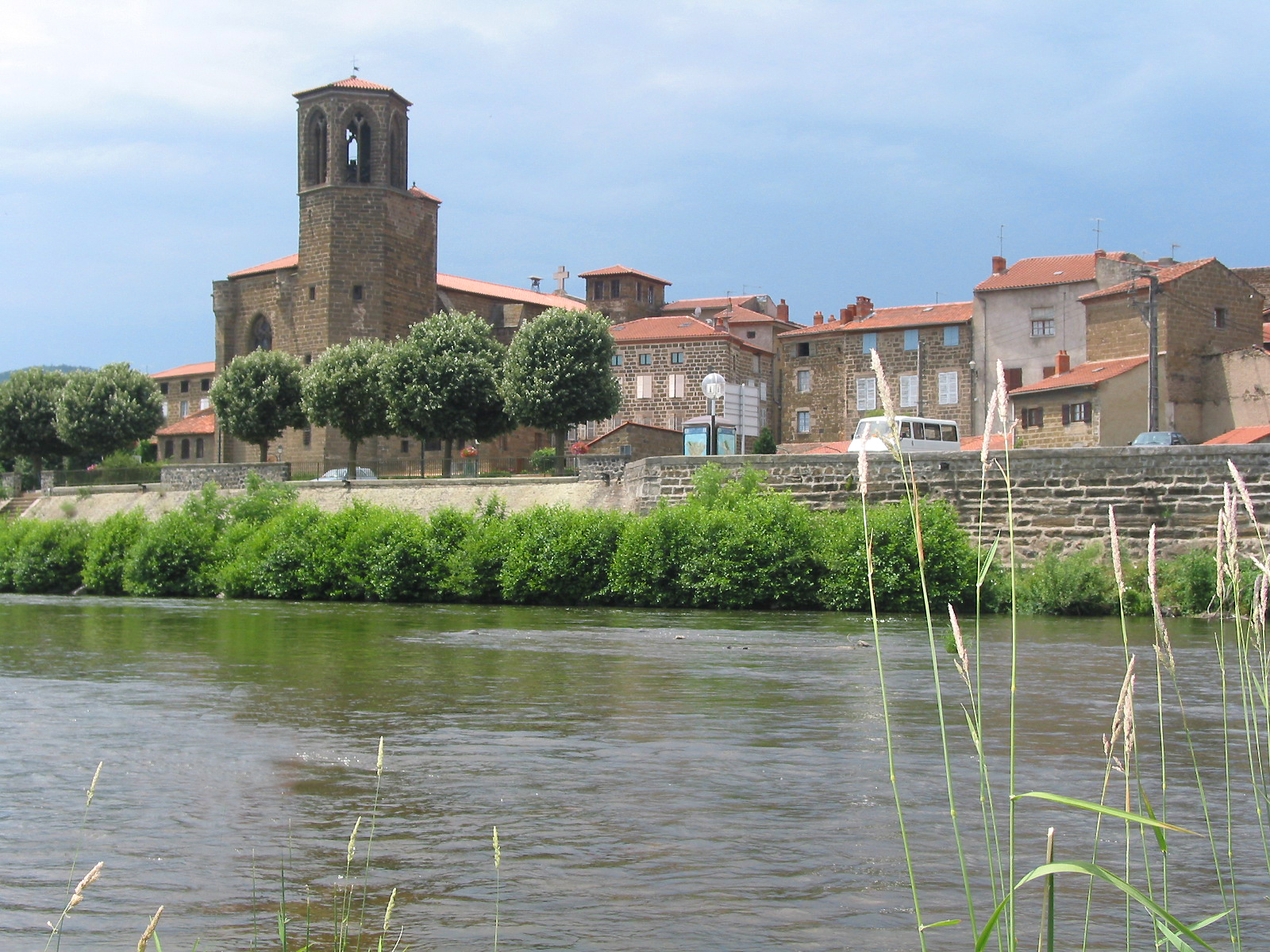
Blick über den Allier zur Kirche Saint-Gall

## Persönlichkeiten
- Pons de Langeac (1339–1421), Rektor des Comtat Venaissin
- Marie-Joseph Motier, Marquis de La Fayette (1757–1834) kaufte den Ort und wurde dadurch Marquis de Langeac

## Verkehr

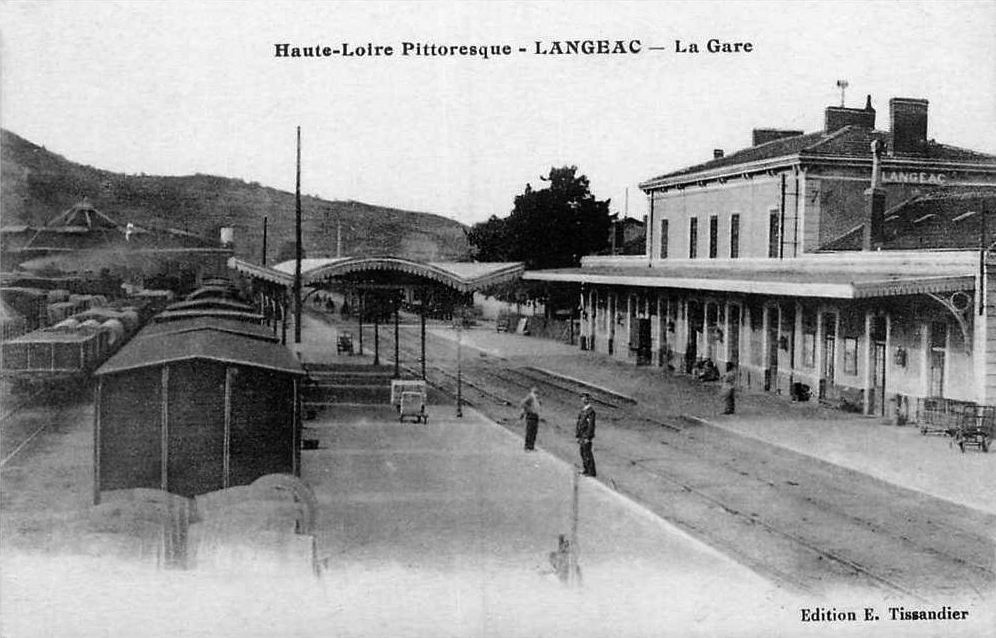
Bahnhof um 1900

In Langeac beginnt das Kernstück der Cevennenbahn.